# Khaled Hosseini

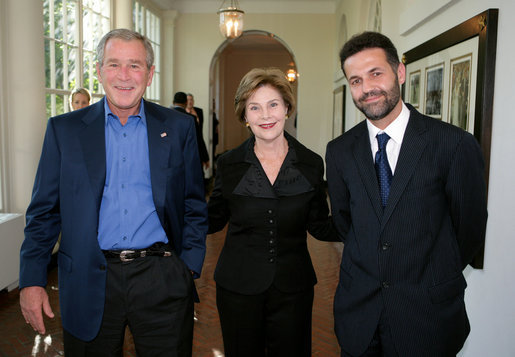
Khaled Hosseini (rechts) neben George und Laura Bush 2007 bei einem Besuch im Weißen Haus

Khaled Hosseini (persisch خالد حسینی / Ḫālid Ḥusaynī; * 4. März 1965 in Kabul, Afghanistan) ist ein amerikanischer Schriftsteller und Arzt afghanischer Abstammung.

## Leben
Hosseinis Vater stand im Dienst des afghanischen Außenministeriums, seine Mutter unterrichtete Persisch und Geschichte an einer Mädchen-High-School. Khaled Hosseini ist das älteste von fünf Kindern. Von 1970 bis 1973 lebte die Familie in Teheran (Iran). 1976, drei Jahre vor der sowjetischen Invasion in Afghanistan, zog sie nach Paris, wo der Vater einen Posten in der afghanischen Botschaft bekam.
Ursprünglich sollte die Familie nach vier Jahren nach Kabul zurückkehren. Die sowjetische Intervention im Heimatland Afghanistan veranlasste sie jedoch, in den USA politisches Asyl zu beantragen, welches den Hosseinis 1980 gewährt wurde. Die Familie ließ sich in San José (Kalifornien) nieder. Dort lebte sie einige Zeit von staatlicher Unterstützung, weil sie ihren Besitz in Afghanistan verloren hatte.
Hosseini erlangte 1984 seinen High-School-Abschluss und nahm anschließend an der Santa Clara University ein Studium der Biologie auf, das er 1988 mit dem akademischen Grad Bachelor abschloss. In den folgenden Jahren studierte er an der medizinischen Fakultät der University of California (San Diego). Dort wurde er 1993 zum Doktor der Medizin promoviert. 1996 schloss Hosseini seine Fachausbildung zum Internisten am Cedars-Sinai Medical Center in Los Angeles ab. Seit 1996 arbeitet er als Internist.
Khaled Hosseini hatte sich schon als Kind für Literatur interessiert und auch selbst geschrieben. Im Jahr 2003 erschien sein erster Roman Drachenläufer, der 2007 unter dem Titel The Kite Runner (deutscher Titel Drachenläufer) verfilmt wurde.
Bis Ende 2005 unterbrach Hosseini seine Tätigkeit als Arzt, um an seinem zweiten Buch A Thousand Splendid Suns schreiben zu können. Die deutsche Ausgabe erschien im August 2007 unter dem Titel Tausend strahlende Sonnen. Die Handlung spielt, wie im Drachenläufer, in Afghanistan. Als dritter Roman erschien im Mai 2013 And the Mountains Echoed, der auf Deutsch unter dem Titel Traumsammler im September 2013 herauskam.
Khaled Hosseini ist verheiratet und hat zwei Kinder.

## Werke
- Drachenläufer. Berliner Taschenbuch-Verlag, Berlin 2003, ISBN 3-8270-0516-7.
- Tausend strahlende Sonnen. Bloomsbury, Berlin 2007, ISBN 978-3-8270-0671-4. bzw.  S. Fischer Verlag 2007, ISBN 978-3-596-03093-4
- Traumsammler. S. Fischer, 2013. ISBN 978-3-10-032910-3. Als Fischer-Taschenbuch 2014, ISBN 978-3-596-19820-7 (Hardcover: Platz 1 der Spiegel-Bestsellerliste vom 4. bis zum 24. November 2013)
- Am Abend vor dem Meer. S. Fischer, 2018. ISBN 978-3-10-397409-6

als Graphic Novel
- Kite Runner, illustriert von Fabio Celoni und Mirka Andolfo. Riverhead Books, New York City, USA 2011, ISBN 978-1-59448-547-3.